# Madlenka

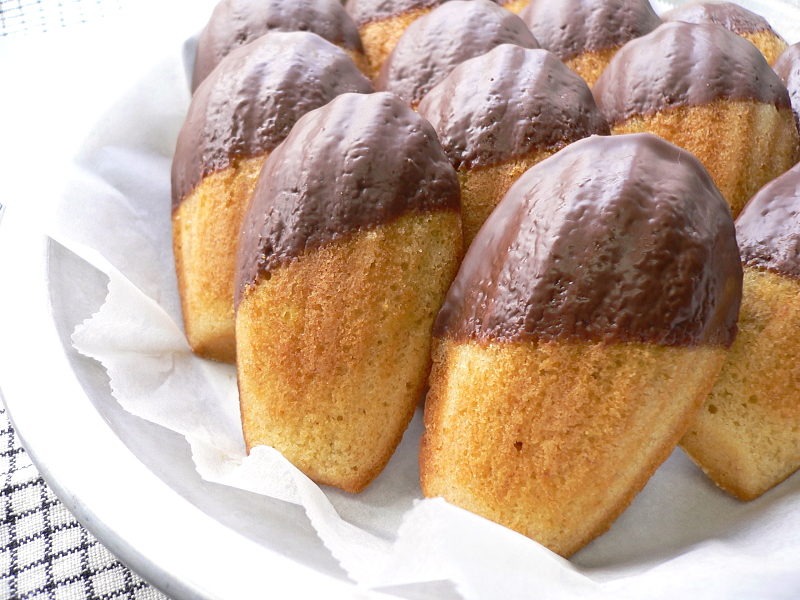
Madlenky namáčené v čokoládě

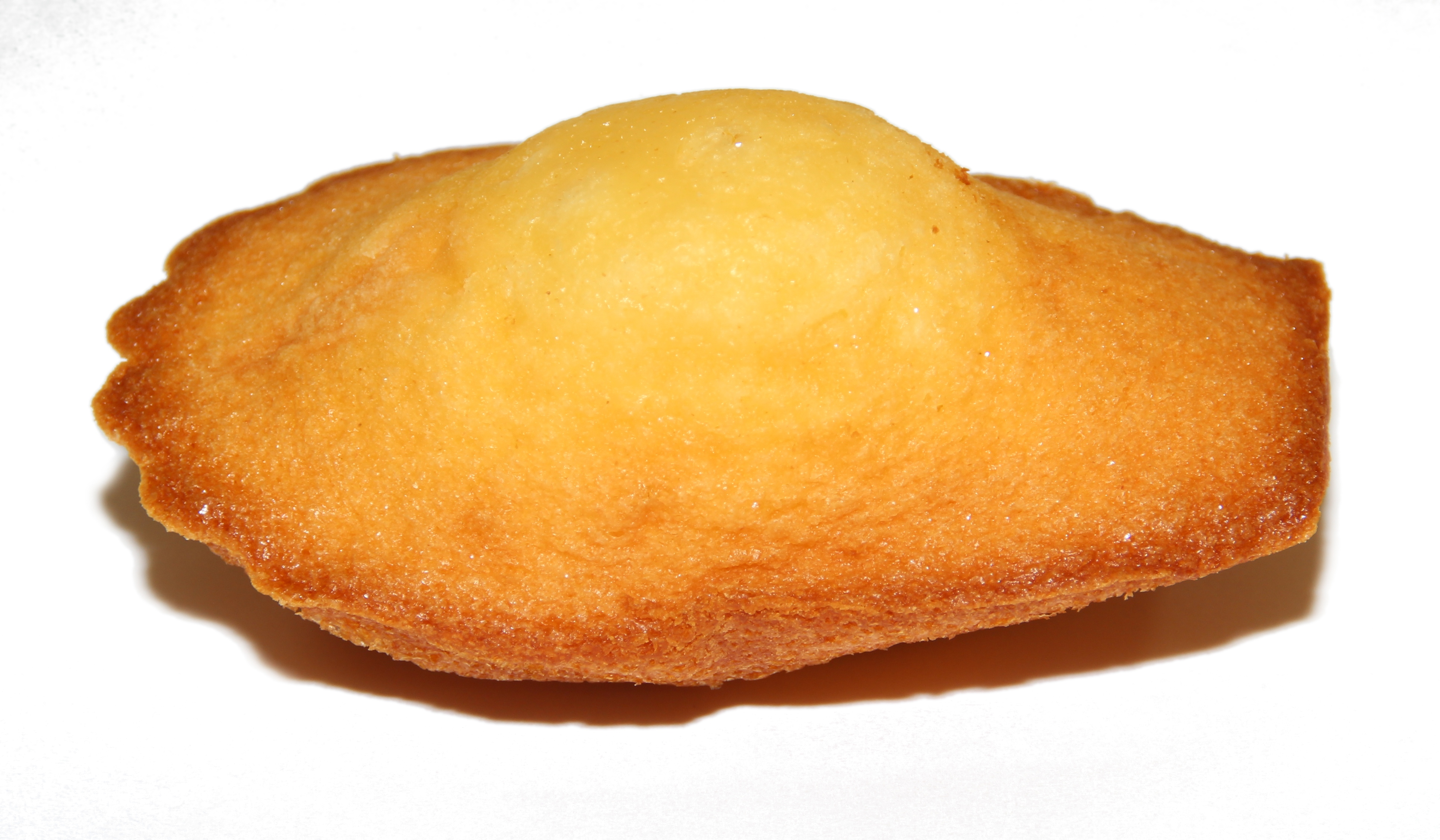
Madlenka z rubové strany

Madlenka je typické francouzské pečivo z piškotového těsta, které má tvar mušličky. Podle tradičního receptu se do těsta na madlenky přidávají velmi na jemno namleté ořechy, nejčastěji mandle. Často se do těsta přidává také nastrouhaná citronová kůra, nebo květy levandule kvůli vůni.
Madlenky pocházejí z lotrinského města Commercy v severovýchodní Francii.

## Historie původu
Své jméno údajně získaly podle Madeleine Paulmierové, služebné polského krále a lotrinského vévody Stanislava I. Leszczyńského. Ta je upekla pro jeho zetě, francouzského krále Ludvíka XV., jemuž zachutnaly natolik, že jim začal říkat madlenky. Podle jiné legendy byla jejich vynálezkyní jistá lotrinská dívka jménem Madelaine, která tyto zákusky z piškotového těsta nabízela účastníkům svatojakubské pouti směřujícím do Santiaga de Compostela. To by vysvětlovalo jejich tvar, neboť mušle je symbolem svatojakubské pouti.
Od konce 19. století až do období těsně před začátkem druhé světové války se madlenky prodávaly na vlakovém nádraží v lotrinském městě Commency. Prodejci donesli velké proutěné koše plné madlenek a jeden přes druhého vykřikovali jména továren, jejichž výrobky nabízeli ke koupi. Tento svérázný a hlučný způsob prodeje se stal vyhledávanou místní atrakcí a přispěl tak k růstu popularity madlenek.

## Odkaz v literatuře
V díle Hledání ztraceného času spisovatele Marcela Prousta se objevuje známá příhoda s madlenkou, která slouží k ilustraci rozdílu mezi úmyslným vzpomínáním a vzpomínáním mimovolním. Proust chápe úmyslné vzpomínání jako akt rozumu, to je, vzpomínky jsou vyvolávány úmyslnou snahou vzpomenout si na události, lidi nebo místa. Proustův protagonista si pak stěžuje, že takové vzpomínky jsou nevyhnutelně nekompletní a nenesou v sobě esenci minulosti. Nejznámějším příkladem mimovolního vzpomínání je příhoda s madlenkou, která se vyskytuje v prvním a posledním díle Hledání ztraceného času – ve Světě Swannových, respektive v Čase znovu nalezeném. V této epizodě si protagonista díky konzumaci madlenky namočené v čaji mimovolně rozvzpomene na momenty z dětství, které se mu na rozdíl od úmyslného vzpomínání jeví jako velmi živé a intenzivní.
A brzy jsem, sklíčen chmurným dnem a vyhlídkou na smutný zítřek, zvedl k ústům lžičku čaje, v níž jsem nechal změknout kousek madlenky. Ale v témž okamžiku, kdy se doušek promíšený drobty koláče dotkl mého patra, trhl jsem sebou a soustředil se na podivné věci, které se ve mně děly. Zaplavil mě pocit lahodného požitku, izolovaný pocit bez vědomé příčiny. Okamžitě způsobil, že se mi životní převraty staly lhostejnými, pohromy neškodnými, krátkost života klamnou, podobně jako si počíná láska, když mě naplní drahocennou esencí: nebo spíš tato esence nebyla ve mně, nýbrž byla mnou. Přestal jsem se cítit nepatrný, nahodilý, smrtelný. Kde se ve mně vzala ta mocná radost? Cítil jsem, že souvisí s chutí čaje a koláče, ale nekonečně ji přesahuje, nemůže mít stejnou povahu. Kde se bere? Co znamená? Kde ji zachytit? Piji druhý doušek a nenalézám v něm nic víc než v prvním, piji třetí a dává mi trochu méně než druhý. Je čas, abych přestal, zdá se, že účinnosti nápoje ubývá. Je jasné, že pravda, kterou hledám, není v něm, nýbrž ve mně. Vzbudil ji ve mně, avšak nezná ji a může jen do neurčita opakovat se stále menší výrazností totéž svědectví, jemuž nedovedu porozumět a o něž bych ho aspoň rád znova požádal a za chvíli, při rozhodujícím objasnění, je zas našel neporušené a připravené pro mne. Odkládám šálek a obracím se do svého nitra. Na něm je najít pravdu. Ale jak? Je to zlá nejistota, kdykoli se naše mysl cítí předstižena sama sebou; kdykoli ona, která hledá, je zároveň i onou neznámou zemí, kde má hledat a kde jí všechna její výzbroj nebude k ničemu. Hledat? Nejen to: stvořit. Má před sebou něco, co ještě není a co jedině ona si může uvědomit a pak to vynést na světlo.